# لینتون شرقی
لینتون شرقی (به انگلیسی: East Linton) یک روستا در بریتانیا است که در لوتیان شرقی واقع شده‌است. لینتون شرقی ۱٬۷۳۱ نفر جمعیت دارد.